# Масимли, Али Ахмед оглы
Али Ахмед оглы Масимли (Масимов) (азерб. Əli Əhməd oğlu Məsimli; род. 3 января 1953, Нуха) — государственный и политический деятель Азербайджана. Депутат Милли меджлиса Азербайджана III, IV, V, VI, VII созывов. Исполняющий обязанности премьер-министра Азербайджана (февраль 1993 — апрель 1993).

## Биография
Родился 3 января 1953 года в городе Шеки. В 1975 году окончил факультет политической экономии Азербайджанского института народного хозяйства. Кандидат экономических наук. Автор многочисленных брошюр и статей.
С 1975 по 1976 годы проходил службу в рядах Вооружённых сил СССР, служил в Казахстане.
С 1980 года работал в Институте экономики НАН Азербайджана сначала лаборантом, затем младшим научным сотрудником, научным сотрудником, заведующим отделом.
В 1990 году был избран депутатом Верховного Совета Азербайджанской ССР по избирательному округу № 53 «Гянджлик» Низаминского района города Баку.
С 1991 года работал заведующим отделом организации управления экономикой, старшим советником отдела социально-экономического развития Аппарата Президента Азербайджанской Республики.
С 1992 года — председатель Комитета по иностранным инвестициям, первый заместитель премьер-министра Азербайджана, председатель Государственного комитета экономики и планирования, заместитель премьер-министра, министр экономики. С февраля по апрель 1993 года исполнял обязанности премьер-министра Азербайджана.
С 1993 по 2005 годы являлся президентом общественной организации «Союз независимых экономистов».
В 1993 году основал Фонд помощи беженцам и вынужденным переселенцам.
6 ноября 2005 года избран депутатом Милли Меджлиса по Шекинскому городскому избирательному округу № 113. Член рабочих групп по межпарламентским связям Азербайджан—Китай, Азербайджан—Хорватия, Азербайджан—Швейцария, Азербайджан—Украина.
Депутат III, IV, V созывов Национального собрания Азербайджана.
На выборах в Национальное собрание Азербайджана VI созыва, которые прошли в 9 февраля 2020 года, баллотировался по первому Шекинскому сельскому избирательному округу № 114. По итогам выборов одержал победу и получил мандат депутата Милли меджлиса Азербайджана. С 10 марта 2020 года приступил к депутатским обязанностям. Заместитель председателя комитета по экономической политике, промышленности и предпринимательству Парламента.
В 2024 году на парламентских выборах в Азербайджане, которые состоялись 1 сентября, одержал победу в Гах-Шекинском избирательном округе №113. Официально избран депутатом Милли Меджлиса Азербайджана седьмого созыва, первое заседание которого состоялось 23 сентября 2024 года.

## Награды
- Орден «Слава» (02.01.2023)[6]
- Медаль Балтийской ассамблеи (25.11.2011)[7].